# Ormosia machidana
Ormosia machidana là một loài ruồi trong họ Limoniidae. Chúng phân bố ở miền Cổ bắc.